# 케니 클라크
케니 클라크(Kenny Clarke, 1914년 1월 9일 ~ 1985년 1월 26일)는 미국의 드러머이다.
모던 드러밍의 아버지이다. 스윙시대부터 종래의 드러머처럼 베이스드럼의 네 번을 치지 않고 새로운 주법을 고수하였으나, 밥 시기에서의 최고의 명수가 되어 맥스 로치, 아트 브레이키 등은 그의 타법을 기초로 오늘의 드럼 스타일을 만들어냈다. 1952년부터 줄곧 파리에 살며 명사의 한 사람으로 손꼽혔다.